# Захаровский район
Заха́ровский райо́н — административно-территориальная единица (район) и муниципальное образование (муниципальный район) на западе Рязанской области России.
Административный центр — село Захарово.

## География
Площадь района — 985,9 км². Район с востока граничит с Пронским районом, с запада — с Московской областью, с севера — с Рязанским и Рыбновским районами.
Основные реки — Проня, Осётр, Жрака, Вожа, Плетёнка, Истья.

## История
Захаровский район с центром в селе Попадьино (почта — в селе Захаровские Вороньи Выселки) был образован 12 июля 1929 года в составе Рязанского округа Московской области.
В состав района вошли следующие сельсоветы бывших Бахмачевской, Попадьинской и Тырновской волостей Рязанского уезда Рязанской губернии: Альяшевский, Асниковский, Байдиковский, Безлыченский, Брыницкий, Верховский, Волынский, Воронковский, Гладко-Высельский, Горностаевский, Городецко-Высельский, Дербенский, Добро-Пчёловский, Ерандучинский, Жокинский, Захаровски 1-й, Захаровский 2-й, Зиминский, Катагощинский, Колесниковский, Крестовский, Лесковский, Липковский, Лопатинский, Малинищинский, Орельевский, Плахинский, Погореловский, Покровский, Попадьинский, Пупкинский, Пустошинский, Сапковский, Спасско-Высельский, Студенецкий, Троицкий, Федоровский и Хлевинский.
20 мая 1930 года Сапковский с/с был передан в Больше-Коровинский район.
30 июля 1930 года округа были упразднены и район отошёл в прямое подчинение Мособлисполкому.
10 апреля 1932 года Президиум ВЦИК постановил «Во изменение постановления Президиума ВЦИК от 12 июня 1929 г. центр Захаровского района перенесен из с. Попадьино в с. Захаровские Вороньи Выселки с одновременным переименованием последнего в село Захаровское». С 1941 года это село Захарово.
19 июня 1936 года Орельевский с/с был передан в Больше-Коровинский район.
В соответствии с постановлением от 26 сентября 1937 года из Московской области были выделены Тульская и Рязанская области. Захаровский район вошёл в состав вновь образованной Рязанской области.
В 1956 году в состав района передана территория упразднённого Больше-Коровинского района.
С 1963 года по 1965 годы, во время неудавшейся всесоюзной реформы по делению на сельские и промышленные районы и парторганизации, в соответствии с решениями ноябрьского (1962 года) пленума ЦК КПСС «о перестройке партийного руководства народным хозяйством», район в числе многих в СССР был временно упразднён (укрупнён).

## Население
| 1939   | 1959    | 1970    | 1979    | 1989    | 2002    | 2009    | 2010  | 2012  |
| ------ | ------- | ------- | ------- | ------- | ------- | ------- | ----- | ----- |
| 35 761 | ↘17 027 | ↘13 139 | ↘11 222 | ↘11 205 | ↘10 607 | ↘10 339 | ↘9136 | ↘9052 |
| 2013   | 2014    | 2015    | 2016    | 2017    | 2018    | 2019    | 2020  | 2021  |
| ↘8913  | ↘8799   | ↘8647   | ↘8436   | ↘8299   | ↘8166   | ↘7957   | ↘7931 | ↗8171 |
| 2023   |         |         |         |         |         |         |       |       |
| ↘7831  |         |         |         |         |         |         |       |       |

### Национальный состав
По итогам переписи населения 2020 года проживали следующие национальности (национальности менее 0,1 % и другое, см. в сноске к строке «Другие»):
| Национальность | Численность, чел. | Доля     |
| -------------- | ----------------- | -------- |
| Русские        | 7394              | 90,49 %  |
| Таджики        | 99                | 1,21 %   |
| Армяне         | 90                | 1,10 %   |
| Мордва         | 80                | 0,98 %   |
| Татары         | 59                | 0,72 %   |
| Лезгины        | 47                | 0,58 %   |
| Украинцы       | 42                | 0,51 %   |
| Азербайджанцы  | 33                | 0,40 %   |
| Узбеки         | 24                | 0,29 %   |
| Кумыки         | 23                | 0,28 %   |
| Молдаване      | 19                | 0,23 %   |
| Корейцы        | 18                | 0,22 %   |
| Киргизы        | 15                | 0,18 %   |
| Агулы          | 11                | 0,13 %   |
| Другие         | 217               | 2,68 %   |
| Итого          | 8171              | 100,00 % |

## Территориальное устройство
В рамках административно-территориального устройства, Захаровский район включает 7 сельских округов.
В рамках организации местного самоуправления, муниципальный район делится на 7 муниципальных образований со статусом сельских поселений.
| № | Муниципальное образование            | Административный центр  | Количество населённых пунктов | Население (чел.) | Площадь (км²) |
| - | ------------------------------------ | ----------------------- | ----------------------------- | ---------------- | ------------- |
| 1 | Безлыченское сельское поселение      | деревня Безлычное       | 6                             | ↘1415            | 173,94        |
| 2 | Большекоровинское сельское поселение | село Большое Коровино   | 22                            | ↘807             | 214,31        |
| 3 | Добро-Пчёльское сельское поселение   | село Добрые Пчёлы       | 8                             | ↘753             | 148,20        |
| 4 | Елинское сельское поселение          | село Елино              | 3                             | ↘663             | 11,10         |
| 5 | Захаровское сельское поселение       | село Захарово           | 3                             | ↘2524            | 78,76         |
| 6 | Плахинское сельское поселение        | село Плахино            | 13                            | ↘1005            | 172,39        |
| 7 | Сменовское сельское поселение        | посёлок совхоза «Смена» | 10                            | ↘664             | 186,95        |

## Населённые пункты
В Захаровском районе 65 населённых пунктов (все — сельские).
| №  | Населённый пункт    | Тип     | Население | Муниципальное образование            |
| -- | ------------------- | ------- | --------- | ------------------------------------ |
| 1  | Альяшево            | село    | ↘59       | Плахинское сельское поселение        |
| 2  | Асники              | село    | ↘4        | Сменовское сельское поселение        |
| 3  | Байдики             | село    | ↘68       | Безлыченское сельское поселение      |
| 4  | Безлычное           | деревня | ↘743      | Безлыченское сельское поселение      |
| 5  | Большая Лубянка     | деревня | ↗39       | Сменовское сельское поселение        |
| 6  | Большое Коровино    | село    | ↗263      | Большекоровинское сельское поселение |
| 7  | Большое Фурсово     | деревня | ↘22       | Добро-Пчёльское сельское поселение   |
| 8  | Брыницы             | деревня | ↘0        | Сменовское сельское поселение        |
| 9  | Волынь              | деревня | ↗98       | Безлыченское сельское поселение      |
| 10 | Воронка             | деревня | ↘2        | Сменовское сельское поселение        |
| 11 | Гладкие Выселки     | село    | ↘46       | Сменовское сельское поселение        |
| 12 | Горностаевка        | деревня | ↘5        | Сменовское сельское поселение        |
| 13 | Городецкие Выселки  | деревня | ↘5        | Сменовское сельское поселение        |
| 14 | Грачевка            | деревня | ↘65       | Добро-Пчёльское сельское поселение   |
| 15 | Дербень             | деревня | ↗37       | Плахинское сельское поселение        |
| 16 | Дермелеево          | деревня | →2        | Плахинское сельское поселение        |
| 17 | Добрые Пчёлы        | село    | ↘283      | Добро-Пчёльское сельское поселение   |
| 18 | Елино               | село    | ↘656      | Елинское сельское поселение          |
| 19 | Жокино              | село    | ↘155      | Сменовское сельское поселение        |
| 20 | Захарово            | село    | ↘2336     | Захаровское сельское поселение       |
| 21 | Захаровские Дворики | деревня | →2        | Елинское сельское поселение          |
| 22 | Зачесловка          | деревня | →3        | Большекоровинское сельское поселение |
| 23 | Каймань             | деревня | ↘11       | Плахинское сельское поселение        |
| 24 | Катагоща            | село    | ↘177      | Захаровское сельское поселение       |
| 25 | Колесня             | село    | ↘66       | Плахинское сельское поселение        |
| 26 | Комаровка           | деревня | →3        | Большекоровинское сельское поселение |
| 27 | Кресты              | деревня | →0        | Плахинское сельское поселение        |
| 28 | Летники             | деревня | ↘17       | Большекоровинское сельское поселение |
| 29 | Липки               | село    | ↘8        | Добро-Пчёльское сельское поселение   |
| 30 | Лобково             | село    | ↘1        | Большекоровинское сельское поселение |
| 31 | Лялино              | село    | ↘68       | Большекоровинское сельское поселение |
| 32 | Малое Коровино      | деревня | ↗17       | Большекоровинское сельское поселение |
| 33 | Мельгуновка         | деревня | ↘0        | Большекоровинское сельское поселение |
| 34 | Мотовилово          | село    | ↘4        | Большекоровинское сельское поселение |
| 35 | Надеждино           | деревня | ↘0        | Большекоровинское сельское поселение |
| 36 | Некрасово           | деревня | →6        | Большекоровинское сельское поселение |
| 37 | Нечаевка            | деревня | ↘0        | Большекоровинское сельское поселение |
| 38 | Низки               | деревня | →0        | Добро-Пчёльское сельское поселение   |
| 39 | Новое Пронинское    | деревня | →17       | Плахинское сельское поселение        |
| 40 | Окуньково           | село    | ↗121      | Большекоровинское сельское поселение |
| 41 | Орешково            | деревня | ↘0        | Добро-Пчёльское сельское поселение   |
| 42 | Осово               | село    | ↘179      | Большекоровинское сельское поселение |
| 43 | Остроухово          | село    | ↘180      | Добро-Пчёльское сельское поселение   |
| 44 | Перекаль            | деревня | ↘2        | Большекоровинское сельское поселение |
| 45 | Плахино             | село    | ↘521      | Плахинское сельское поселение        |
| 46 | Поливаново          | село    | ↘154      | Большекоровинское сельское поселение |
| 47 | Попадьино           | село    | ↘30       | Елинское сельское поселение          |
| 48 | Пупкино             | деревня | ↗215      | Плахинское сельское поселение        |
| 49 | Савин-Корь          | деревня | ↗8        | Безлыченское сельское поселение      |
| 50 | Сапковские Выселки  | деревня | ↘1        | Большекоровинское сельское поселение |
| 51 | совхоза «Смена»     | посёлок | ↘388      | Сменовское сельское поселение        |
| 52 | Спасские Выселки    | село    | ↘72       | Захаровское сельское поселение       |
| 53 | Старое Зимино       | село    | ↗76       | Плахинское сельское поселение        |
| 54 | Старое Пронинское   | деревня | ↗5        | Плахинское сельское поселение        |
| 55 | Студенец            | деревня | ↘3        | Большекоровинское сельское поселение |
| 56 | Субботино           | село    | ↘216      | Добро-Пчёльское сельское поселение   |
| 57 | Суворовка           | деревня | ↗1        | Большекоровинское сельское поселение |
| 58 | Таракановка         | деревня | →0        | Большекоровинское сельское поселение |
| 59 | Троицкое            | село    | ↘65       | Сменовское сельское поселение        |
| 60 | Федоровское         | село    | ↗550      | Безлыченское сельское поселение      |
| 61 | Фурмакино           | деревня | ↘7        | Большекоровинское сельское поселение |
| 62 | Хлевное             | деревня | →0        | Плахинское сельское поселение        |
| 63 | Хорошево            | деревня | ↗71       | Плахинское сельское поселение        |
| 64 | Хутор Охотники      | деревня | ↘10       | Большекоровинское сельское поселение |
| 65 | Шляхино             | деревня | ↘8        | Безлыченское сельское поселение      |

## Общая карта
Легенда карты:
|  | Более 2000 жителей |
|  | 500-1000 жителей   |
|  | 200-500 жителей    |
|  | 100-200 жителей    |
|  | 50-100 жителей     |

## Транспорт

Стела на трассе

Через район проходят 2 важные дороги: «Рязань — Тула — Калуга» и «Захарово — Серебряные Пруды»

## Культура
В районе работают 33 учреждения культуры, среди которых: Захаровский краеведческий музей; Центральный Дом культуры и его структурные подразделения, на базе которых работают 209 клубных формирований разного направления: хоровые, театральные, хореографические и другие. В районе пять коллективов, носящих звание «Народный»: в том числе песенный ансамбль «Сударушка», академический ансамбль «Септима плюс», хор Безлыченского СДК, ансамбль Жокинского СДК, театр «Радуга». Создана Центральная библиотечная система, включающая в себя Центральную и Детскую библиотеки в районном центре и 16 филиалов на периферии. Действует детская школа искусств, отметившая в 2017 году свой 50-летний юбилей. Традиционно в районе проводятся два фестиваля: Межрегиональный фестиваль патриотической музыки им. А.В. Александрова «Песня Победы» и Межрайонный фестиваль песенно-поэтического творчества им. С. В. Смирнова-Смелова «Я песню в сердце Вам несу».

## Достопримечательности
На территории Захаровского муниципального района находятся 39 объектов культурного наследия, из них 23 сохранившихся до наших дней памятников археологии (городищ, селищ, курганов), датируемых IX-X веками; Жокинское городище — памятник федерального значения; 14 памятников архитектуры, 2 памятника истории и культуры (Богословская церковь в с. Жокино — памятник истории и культуры регионального значения; Усадебный комплекс 1820 года в с. Старое Зимино — памятник федерального значения).
- Жокинское городище. Расположено у села Жокино на левом берегу реки Жрака. Крепость, построенная в XII веке, до монголо-татарского нашествия являлась крупным форпостом на западной границе Рязанского княжества. Валы и рвы, служившие ранее оборонительными сооружениями, неплохо сохранились до наших дней.
- Храм Иоанна Богослова в селе Жокино (1862-1870 гг.). Первая известная деревянная церковь в селе Жокино была построена в 1783 году, а в 1862 году было начато строительство нового каменного храма с высокой колокольней, завершившееся в 1870 году. Церковь является действующей.
- Усадьба 1820 года в селе Старое Зимино. Это комплекс построек, в том числе бывший господский дом и каменный храм во имя Воскресения Господня (1854 г.), парковый ансамбль с реликтовой липовой аллеей XIX века и великолепными каскадными прудами с островками и различной рыбой.
- Церковь Успения Пресвятой Богородицы в селе Остроухово. Каменная церковь, в которой проводятся службы, построена в 1730 году.
- Молельная часовенка на кладбище села Захарово. Поставлена и освящена над могилой великой русской исповедницы, целительницы и верной хранительницы православной веры Пелагеи Александровны Лобачёвой — Полюшки Захаровской, как её называют в народе.

## Известные люди

### В районе родились
См. также Категория:Родившиеся в Захаровском районе
- Александров, Александр Васильевич (1883—1946) — композитор, хоровой дирижёр, народный артист СССР (1937).
- Арсенов, Иван Владимирович (1869) — Крестьянин. Депутат I Государственной думы от Рязанской губернии. учился в сельской школе, в армии был военным писарем. В дни работы Думы служил извозчиком в Петербурге. По политическим воззрениям был близок к партии «народной свободы», но расходился с ней во взглядах на еврейский и польский вопросы. С «Союзом 17 октября» имел разногласия в аграрном вопросе.
- Артемьев, Петр Тимофеевич (1901—1983), нападающий московских команд «Новогиреево» (1917—1918), «Красная Пресня» (1923—1925), «Пищевик» (1926—1930), «Дукат» (1931—1932) и др., 4-кратный чемпион Москвы (в 1917—1927). В составе сборной РСФСР участник победного турне по Скандинавии, Германии, Эстонии (1923).
- Артемьев, Егор Тимофеевич (1906—1980), нападающий московских команд «Красная Пресня» (1923), «Пищевик» (1926), «Трехгорка» (1927—1930), «Дукат» (1932—1933) и др. Из-за серьёзной травмы рано завершил свою карьеру, став тренером.
- Артемьев, Сергей Тимофеевич (1909—1953), центральный нападающий и полузащитник ряда московских команд, в том числе «Динамо» (1924—1925), ЦДКА (1934), «Спартак» (1935—1940), «Крылья Советов» (1942—1943). Чемпион страны и обладатель Кубка СССР (1938 и 1939). В составе различных сборных команд победитель 3-й рабочей Олимпиады в Антверпене (1937) и игр в честь Всемирной выставки в Париже (1937). Тренер команд «Крылья Советов» (1948—1950) и «Трудовые резервы» (1951—1953).
- Доброхотов И. Д. — директор неполной средней школы. В годы Великой Отечественной войны организовал из старших школьников отряд разведчиков, который получал ответственные поручения и хорошо их выполнял.
- Евстратьев П. А. — председатель первого в районе волкома партии (15 сентября 1918 года).
- Ермилов С. А. — крестьянин. Сражался на пресненских баррикадах (1905). Выдан черносотенцами, приговорен к 12 годам каторги в Сибири. Вместе с ним уехали в ссылку жена Анна Ефимовна и сестра Ксения Артемьевна.
- Карпухин, Михаил Терентьевич (1921—1979), заместитель командира разведывательной авиационной эскадрильи 175-го штурмового авиационного полка, Герой Советского Союза.
- Кармалин, Николай Николаевич (1824—1900), генерал от инфантерии, начальник Кубанской области и наказной атаман Кубанского казачьего войска (1873—1883), член Императорского Русского географического общества.
- Кириллов Алексей Игнатьевич (1918), живописец, заслуженный художник РСФСР.
- Корнеев, Иван Николаевич (1920—1950), полный кавалер ордена Славы.
- Коньков В. Ф. — командир 115-й стрелковой дивизии, генерал-майор (1941). Части этой дивизии участвовали в обороне легендарного невского «пятачка» близ села Невская Дубровка.
- Макушин К. Д. — Участник освобождения Казахстана от войск Колчака и атамана Дутова, начальник автобронеотряда (1919).
- Мерзляков В. Г. — командир партизанского отряда им. Будённого, на счету которого 33 подбитых эшелона (Брестская область).
- Мишин, Алексей Васильевич (1922—1965), старший лейтенант, заместитель командира эскадрильи 657-го штурмового авиационного полка, Герои Советского Союза.
- Муравьёв, Федор Климентьевич (1934—2003), заслуженный лесовод РФ, директор Сасовского лесхоза.
- Никитин, Михаил Васильевич (1909—1938), один из первых отечественных воздухоплавателей
- Никушина М. А., первая женщина в районе — председатель сельсовета.
- Орлов, Анатолий Петрович (1934) — хирург-уролог, заслуженный работник культуры РФ, вице-президент Ассоциации «Искусство народов мира»
- Оськин, Александр Петрович (1920—2010), танкист, полковник, Герой Советского Союза.
- Свистунов, Анатолий Иванович (1920—1946), гвардии капитан, командир эскадрильи 213-го гвардейского истребительного авиационного полка, Герой Советского Союза.
- Суснин, Александр Александрович (1929—2003), советский и российский киноактёр, заслуженный артист РСФСР (1991). Снялся почти в 100 фильмах.
- Федичкин А. П. — организатор первой в районе комсомольской ячейки (село Захарово Попадьинской волости, 1919 г.). Фронтовик — воевал на бронепоезде в Белоруссии.
- Хлобыстов Алексей Степанович (1918—1943), гвардии лейтенант, командир звена 20-го гвардейского истребительного авиационного полка (1-я смешанная авиационная дивизия, ВВС 14-й армии, Карельский фронт), Герой Советского Союза. (1942). В первые дни войны на Карельском перешейке в бою под Мурманском совершил 3 тарана. Имел на своём счету 30 сбитых самолётов. О нём писал Константин Симонов. Одна из улиц Москвы и опытный завод носят его имя.
- Чумакова, Юлия Петровна (1930), доктор филологических наук, профессор.
- Чугунихин, Иван Никитович — член Коллегии ВЧК, участник трёх революций. Награждён маузером с надписью «За беспощадную борьбу с контрреволюцией». Награждён знаком «Почетный работник ВЧК-ГПУ» № 6 (1922 год).

### В районе жили и работали
- Шлепин Дмитрий Кузьмич (1904—1980) — советский военачальник, генерал-майор артиллерии (20.04.1945). С 1961 года по 1970 год работал директором совхоза «Победа».